# Swedish Open 1998
Die Swedish Open 1998 im Badminton fanden vom 4. bis zum 8. März 1998 in Borlänge statt. Das Turnier hatte einen Drei-Sterne-Status im Grand Prix. Das Preisgeld betrug 80.000 US-Dollar. 

## Sieger und Platzierte
| Disziplin    | Gold                       | Silber                 | Bronze                                  |
| ------------ | -------------------------- | ---------------------- | --------------------------------------- |
| Herreneinzel | Luo Yigang                 | Chen Gang              | Tomas Johansson                         |
| Herreneinzel | Luo Yigang                 | Chen Gang              | Ong Ewe Hock                            |
| Dameneinzel  | Kim Ji-hyun                | Gong Zhichao           | Zhang Ning                              |
| Dameneinzel  | Kim Ji-hyun                | Gong Zhichao           | Li Feng                                 |
| Herrendoppel | Tony Gunawan Candra Wijaya | Yang Ming Zhang Jun    | Siripong Siripool Pramote Teerawiwatana |
| Herrendoppel | Tony Gunawan Candra Wijaya | Yang Ming Zhang Jun    | Ha Tae-kwon Kim Dong-moon               |
| Damendoppel  | Jang Hye-ock Ra Kyung-min  | Huang Nanyan Liu Zhong | Qin Yiyuan Tang Hetian                  |
| Damendoppel  | Jang Hye-ock Ra Kyung-min  | Huang Nanyan Liu Zhong | Tammy Jenkins Rhona Robertson           |
| Mixed        | Kim Dong-moon Ra Kyung-min | Chen Gang Tang Hetian  | Luo Yigang Qin Yiyuan                   |
| Mixed        | Kim Dong-moon Ra Kyung-min | Chen Gang Tang Hetian  | Michael Keck Erica van den Heuvel       |

## Finalresultate
| Disziplin    | Sieger                     | Gegner                 | Ergebnis    |
| ------------ | -------------------------- | ---------------------- | ----------- |
| Herreneinzel | Luo Yigang                 | Chen Gang              | 18:14, 15:2 |
| Dameneinzel  | Kim Ji-hyun                | Gong Zhichao           | 12:10, 11:8 |
| Herrendoppel | Candra Wijaya Tony Gunawan | Yang Ming Zhang Jun    | 15:3, 15:6  |
| Damendoppel  | Jang Hye-ock Ra Kyung-min  | Liu Zhong Huang Nanyan | 15:12, 15:9 |
| Mixed        | Kim Dong-moon Ra Kyung-min | Chen Gang Tang Yongshu | 15:3, 15:3  |

## Halbfinalresultate
| Disziplin    | Sieger                     | Gegner                                  | Ergebnis           |
| ------------ | -------------------------- | --------------------------------------- | ------------------ |
| Herreneinzel | Luo Yigang                 | Tomas Johansson                         | 15:7, 13:15, 15:4  |
|              | Chen Gang                  | Ong Ewe Hock                            | 15:2, 15:9         |
| Dameneinzel  | Gong Zhichao               | Zhang Ning                              | 12:9, 11:4         |
|              | Kim Ji-hyun                | Li Feng                                 | 8:0, rtd           |
| Herrendoppel | Yang Ming Zhang Jun        | Siripong Siripool Pramote Teerawiwatana | 15:11, 14:17, 15:5 |
|              | Candra Wijaya Tony Gunawan | Ha Tae-kwon Kim Dong-moon               | 15:3, 15:11        |
| Damendoppel  | Jang Hye-ock Ra Kyung-min  | Qin Yiyuan Tang Yongshu                 | 15:6, 8:15, 18:16  |
|              | Liu Zhong Huang Nanyan     | Rhona Robertson Tammy Jenkins           | 15:4, 15:2         |
| Mixed        | Kim Dong-moon Ra Kyung-min | Luo Yigang Qin Yiyuan                   | 18:13, 15:7        |
|              | Chen Gang Tang Yongshu     | Erica van den Heuvel Michael Keck       | 17:18, 15:5, 15:4  |